# Hyleoides concinna
Hyleoides concinna är en biart som först beskrevs av Fabricius 1775.  Hyleoides concinna ingår i släktet Hyleoides och familjen korttungebin. Inga underarter finns listade i Catalogue of Life.

## Bildgalleri

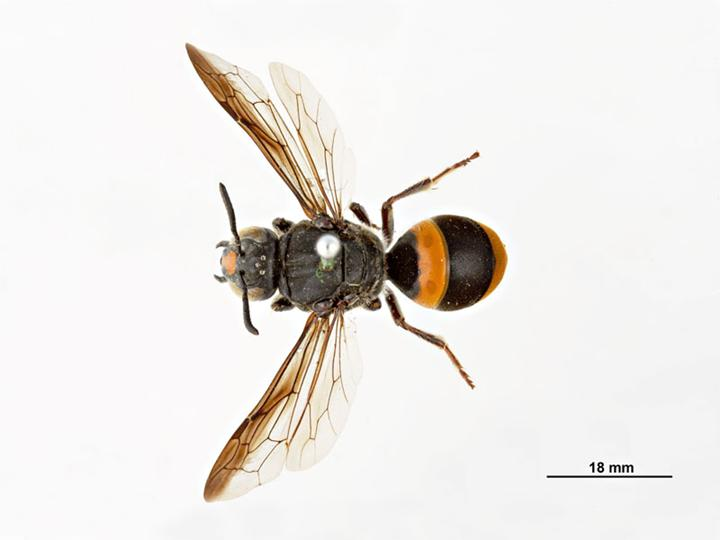
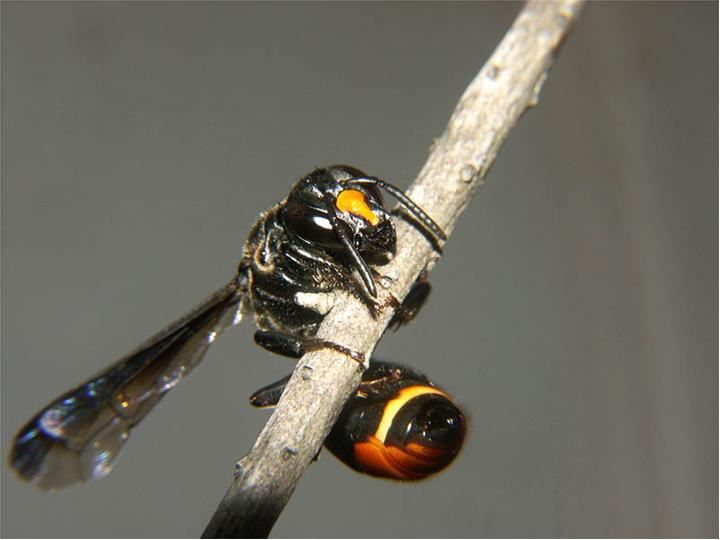
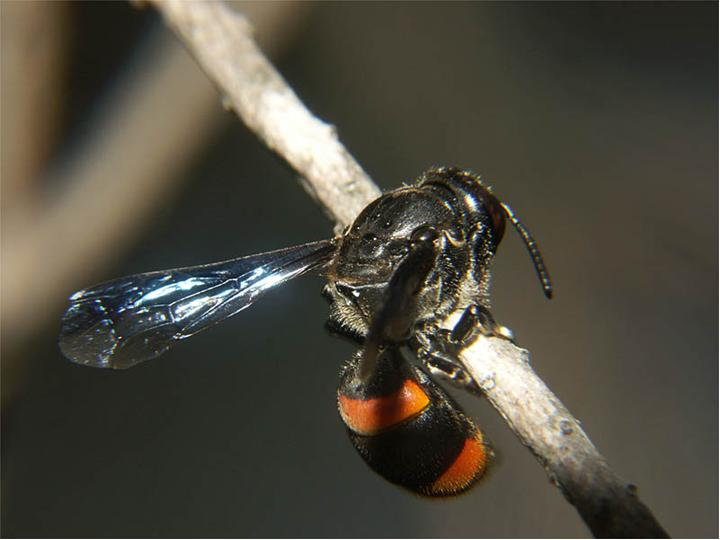
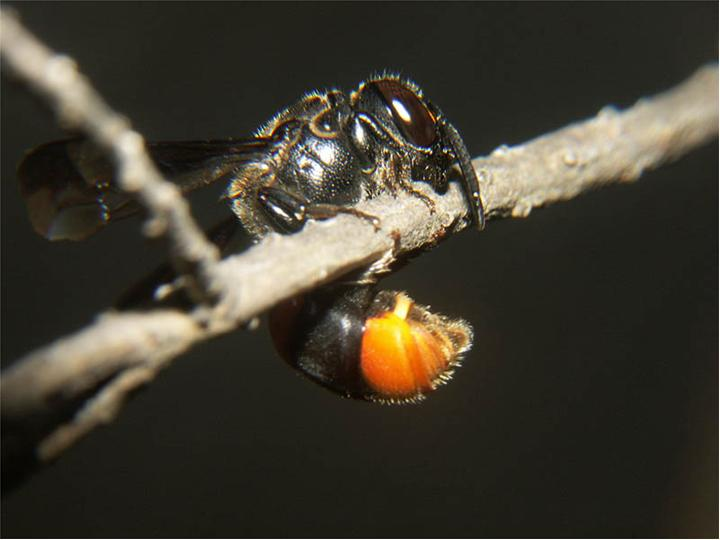
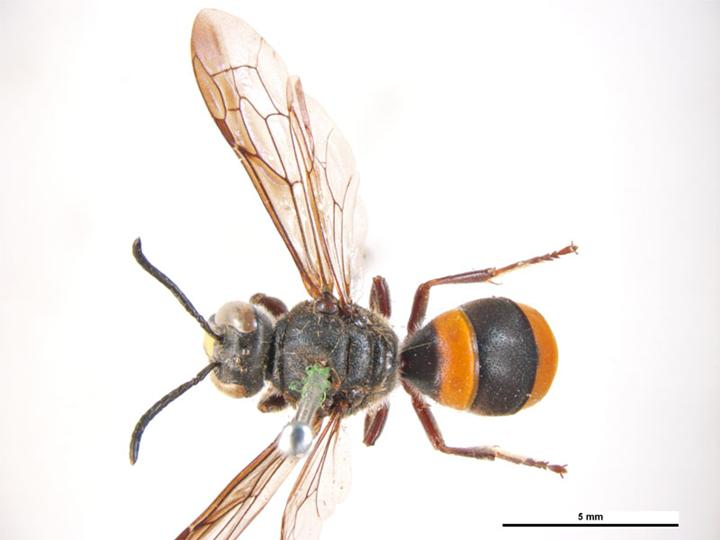
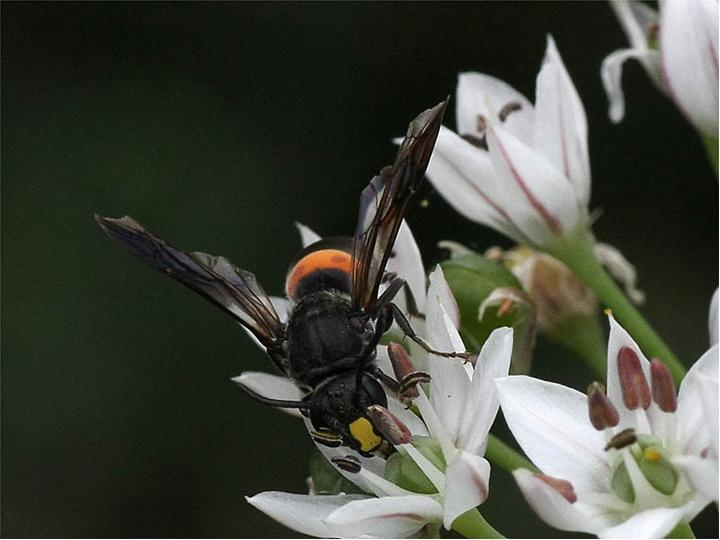